# Lury-sur-Arnon
Pour les articles homonymes, voir Arnon (homonymie).
Lury-sur-Arnon est une commune française située dans le département du Cher en région Centre-Val de Loire.

## Géographie

### Localisation
La commune est traversée par l'Arnon.
Le bourg se trouve à 10 km au sud de Vierzon, 20 km au nord d'Issoudun et 20 km au nord-ouest de Bourges.

### Communes limitrophes
| Massay | Méreau         | Brinay  |
|        | Lury-sur-Arnon |         |
| Chéry  | Lazenay        | Cerbois |

### Hydrographie
- La rivière L'Arnon.

### Voies de communication et transports
La route départementale 918 qui relié Vierzon à Issoudun, passe par le bourg de Lury, qui est aussi relié à Quincy, Mehun-sur-Yèvre (à l'est) et Saint-Pierre-de-Jards (à l'ouest) par la D 68/288, à Neuvy-sur-Barangeon par la D 30.
Les autoroutes les plus proches sont l'A71 (Orléans-Clermont-Ferrand par Vierzon) et l'A20 (Vierzon-Montauban). Les entrées les plus proches sont à Massay (A20), à Vierzon et Bourges (A71).
Lury-sur-Arnon est desservie par la ligne U (Vierzon-Issoudun) du réseau de mobilité interurbaine régional.

### Climat
Pour des articles plus généraux, voir Climat du Centre-Val de Loire et Climat du Cher.
En 2010, le climat de la commune est de type climat océanique dégradé des plaines du Centre et du Nord, selon une étude du CNRS s'appuyant sur une série de données couvrant la période 1971-2000. En 2020, Météo-France publie une typologie des climats de la France métropolitaine dans laquelle la commune est exposée à un climat océanique altéré et est dans la région climatique Centre et contreforts nord du Massif Central, caractérisée par un air sec en été et un bon ensoleillement.
Pour la période 1971-2000, la température annuelle moyenne est de 11,4 °C, avec une amplitude thermique annuelle de 15,5 °C. Le cumul annuel moyen de précipitations est de 711 mm, avec 11,1 jours de précipitations en janvier et 7 jours en juillet. Pour la période 1991-2020, la température moyenne annuelle observée sur la station météorologique la plus proche, située sur la commune de Quincy à 8 km à vol d'oiseau, est de 12,1 °C et le cumul annuel moyen de précipitations est de 735,0 mm,. Pour l'avenir, les paramètres climatiques de la commune estimés pour 2050 selon différents scénarios d'émission de gaz à effet de serre sont consultables sur un site dédié publié par Météo-France en novembre 2022.

## Urbanisme

### Typologie
Au 1er janvier 2024, Lury-sur-Arnon est catégorisée commune rurale à habitat dispersé, selon la nouvelle grille communale de densité à 7 niveaux définie par l'Insee en 2022.
Elle est située hors unité urbaine. Par ailleurs la commune fait partie de l'aire d'attraction de Vierzon, dont elle est une commune de la couronne,. Cette aire, qui regroupe 20 communes, est catégorisée dans les aires de moins de 50 000 habitants,.

### Occupation des sols
L'occupation des sols de la commune, telle qu'elle ressort de la base de données européenne d’occupation biophysique des sols Corine Land Cover (CLC), est marquée par l'importance des territoires agricoles (85,4 % en 2018), une proportion sensiblement équivalente à celle de 1990 (85,6 %). La répartition détaillée en 2018 est la suivante : 
terres arables (64,2 %), zones agricoles hétérogènes (21,3 %), forêts (11 %), zones urbanisées (3,3 %), milieux à végétation arbustive et/ou herbacée (0,3 %).
L'évolution de l’occupation des sols de la commune et de ses infrastructures peut être observée sur les différentes représentations cartographiques du territoire : la carte de Cassini (XVIIIe siècle), la carte d'état-major (1820-1866) et les cartes ou photos aériennes de l'IGN pour la période actuelle (1950 à aujourd'hui).

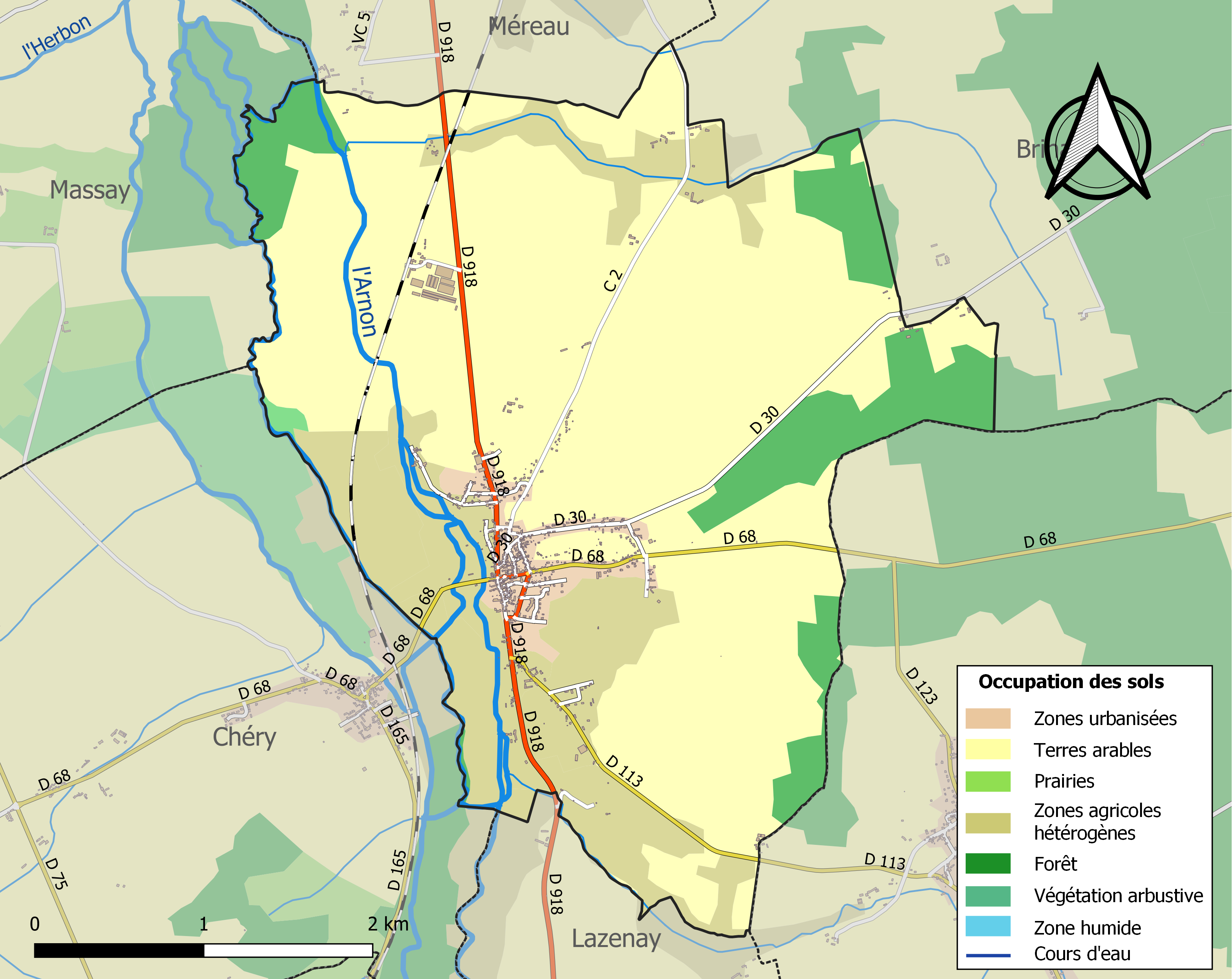
Carte des infrastructures et de l'occupation des sols de la commune en 2018 (CLC).

### Risques majeurs
Le territoire de la commune de Lury-sur-Arnon est vulnérable à différents aléas naturels : météorologiques (tempête, orage, neige, grand froid, canicule ou sécheresse), inondations, mouvements de terrains et séisme (sismicité faible). Il est également exposé à un risque technologique,  le transport de matières dangereuses. Un site publié par le BRGM permet d'évaluer simplement et rapidement les risques d'un bien localisé soit par son adresse soit par le numéro de sa parcelle.

#### Risques naturels
Certaines parties du territoire communal sont susceptibles d’être affectées par le risque d’inondation par débordement de cours d'eau, notamment l'Arnon. La commune a été reconnue en état de catastrophe naturelle au titre des dommages causés par les inondations et coulées de boue survenues en 1982, 1993, 1999 et 2016,.

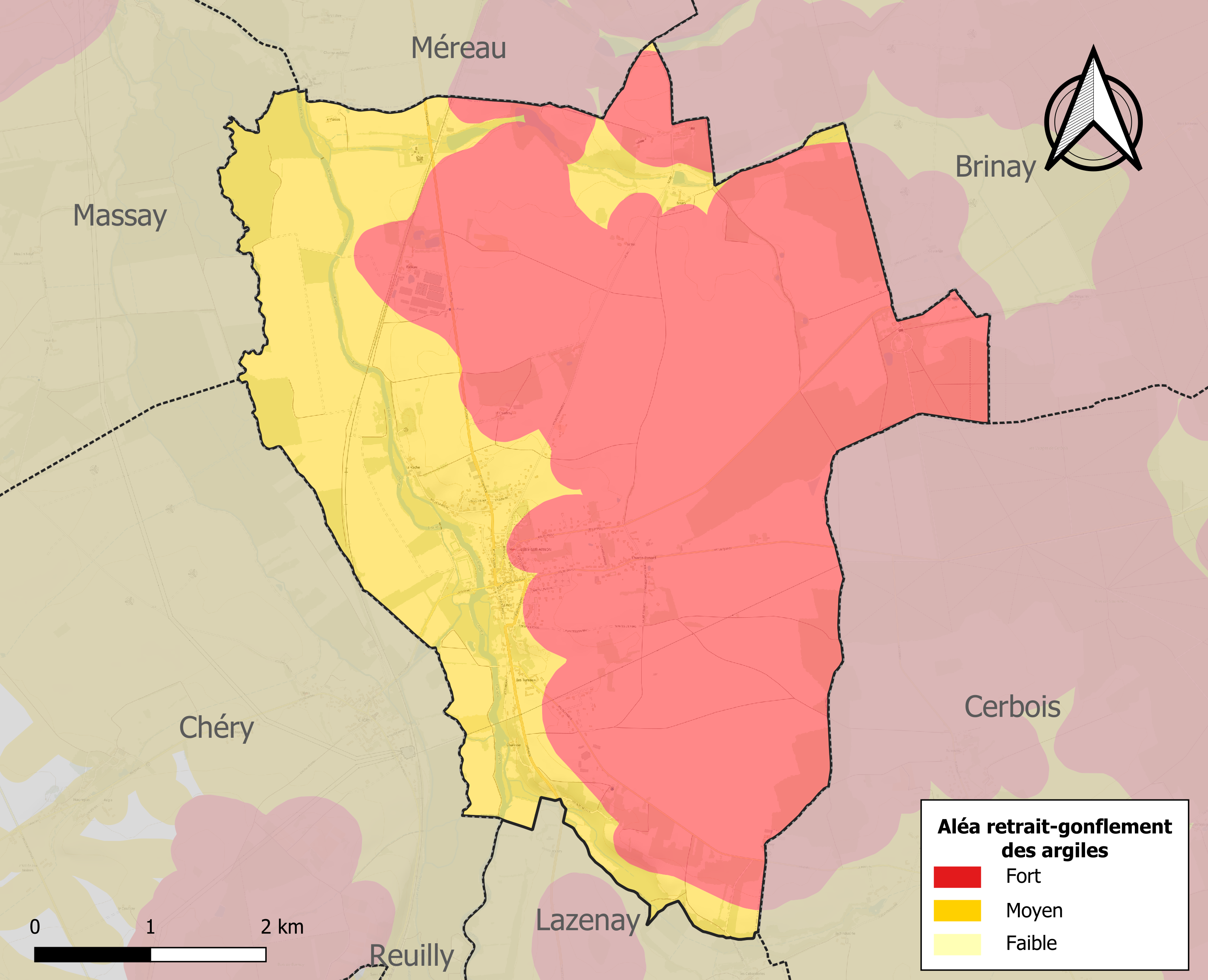
Carte des zones d'aléa retrait-gonflement des sols argileux de Lury-sur-Arnon.

La commune est vulnérable au risque de mouvements de terrains constitué principalement du retrait-gonflement des sols argileux. Cet aléa est susceptible d'engendrer des dommages importants aux bâtiments en cas d’alternance de périodes de sécheresse et de pluie. La totalité de la commune est en aléa moyen ou fort (90 % au niveau départemental et 48,5 % au niveau national). Sur les 381 bâtiments dénombrés sur la commune en 2019, 381 sont en aléa moyen ou fort, soit 100 %, à comparer aux 83 % au niveau départemental et 54 % au niveau national. Une cartographie de l'exposition du territoire national au retrait gonflement des sols argileux est disponible sur le site du BRGM,.
Concernant les mouvements de terrains, la commune a été reconnue en état de catastrophe naturelle au titre des dommages causés par la sécheresse en 2011, 2018 et 2019 et par des mouvements de terrain en 1999.

#### Risques technologiques
Le risque de transport de matières dangereuses sur la commune est lié à sa traversée par des infrastructures routières ou ferroviaires importantes ou la présence d'une canalisation de transport d'hydrocarbures. Un accident se produisant sur de telles infrastructures est en effet susceptible d’avoir des effets graves au bâti ou aux personnes jusqu’à 350 m, selon la nature du matériau transporté. Des dispositions d’urbanisme peuvent être préconisées en conséquence.

## Histoire
Habité depuis la préhistoire, le site de Lury-sur-Arnon est ensuite occupé par les colons romains.

### Moyen Âge
En 1066, Hugues de Lury participe à la conquête de l’Angleterre avec Guillaume le Conquérant.

#### Maison de Vierzon
Humbaud le Tortu seigneur de Vierzon (fin du Xe siècle) s’empare du fief de Lury et le donne à son fils Humbaud II, qui le transmet à son neveu Arnaud 1er, fils de son frère Geoffroi (Ier) (1re moitié du XIe siècle).
En 1164, au retour de croisade, Hervé 1er, sire de Vierzon (1144-1184), déclare libres tous les habitants de Lury.
En 1189, lors de la troisième croisade, les troupes de Richard Cœur de Lion passent par Vierzon et Lury. Alors que Richard est prisonnier, le roi Philippe Auguste reconquiert les villes du nord du duché d'Aquitaine, fief des Plantagenêts depuis 1152. À son retour, Richard fait brûler les villes de Reuilly, Lury et Vierzon.
Au XIIIe siècle, Hervé III, seigneur de Vierzon en 1252-1270, transmet ses biens à sa fille Jeanne (morte avant 1296), qui épouse en secondes noces en 1277 Godefroy de Brabant (mort à Courtrai en 1302).

#### Maison de Juliers
Deux de leurs filles font passer Vierzon et Lury dans la maison des comtes de Juliers : Marie de Brabant († vers 1330/1332 ; sans postérité survivante de son union avec Walram de Juliers), puis sa sœur Elisabeth/Isabelle de Brabant († vers 1350/1355 ; femme du frère de Walram, Gérard V de Juliers).
En 1378, le petit-fils d'Isabelle et Gérard, Guillaume VI de Juliers, s’étant allié à l’Angleterre et ayant déjà cédé Vierzon à Jean le Bon en 1361, se voit confisquer le château, ainsi que ses rentes et droits féodaux sur Lury par le roi Charles V.

#### Jean de France, duc de Berry
Jean de France, frère du roi et duc de Berry, reçoit en toute propriété les biens confisqués à la maison de Juliers. Il répare le château et l’église romane, détruits en grande partie par les Anglais. Les seigneurs et gens de Lury, fidèles au prince et au roi, bénéficient de la protection du duc et se voient attribuer des fonctions importantes.
Les connétables Bertrand Du Guesclin et Louis de Sancerre, et le sénéchal du Limousin Gaucher de Passac, sont « capitaines de Luri » et de la Grosse Tour de Bourges.
En 1412, le duc Jean donne Lury aux chanoines de la cathédrale de Bourges, qui le conservent jusqu’en 1773.

### XVIe–XVIIIesiècles
Pendant les guerres de Religion (1562-1598), la ville est pillée par l'armée de Pardaillan et Saint-Cyr[réf. nécessaire].
La communauté villageoise de Lury est touchée par la crise démographique du début du XVIIIe siècle, passant de 80 feux en 1709 à 67 en 1726. L’hiver de 1709-1710 notamment cause de fortes pertes, ainsi que la canicule de 1719, qui tue beaucoup de gens par dysenterie.

### Époque contemporaine
En 1790, au début de la Révolution française, la paroisse de Lury devient une commune du département du Cher, chef-lieu de canton du district de Vierzon.
De 1847 à 1980, Lury partage avec la commune voisine de Chéry une gare (située dans la commune de Chéry) sur la ligne reliant Orléans à Montauban (Compagnie du Centre à l'origine).
D’importants travaux d’aménagements sont entrepris, comme la construction d’une route, d’un pont et d’une nouvelle église.[réf. nécessaire]
La commune est un site inscrit depuis 1975[réf. nécessaire].

## Politique et administration

### Liste des maires
| Période                                  | Période  | Identité          | Étiquette | Qualité |
| ---------------------------------------- | -------- | ----------------- | --------- | ------- |
| Les données manquantes sont à compléter. |          |                   |           |         |
| septembre 1979                           | 2008     | Yves Chaumeau     | SE        |         |
| mars 2008                                | mai 2020 | Jean-Claude Fagot | SE        |         |
| mai 2020                                 | En cours | Maxime-Le Gall    | LFI       |         |

## Population et société

### Démographie
L'évolution du nombre d'habitants est connue à travers les recensements de la population effectués dans la commune depuis 1793. Pour les communes de moins de 10 000 habitants, une enquête de recensement portant sur toute la population est réalisée tous les cinq ans, les populations de référence des années intermédiaires étant quant à elles estimées par interpolation ou extrapolation. Pour la commune, le premier recensement exhaustif entrant dans le cadre du nouveau dispositif a été réalisé en 2004.

En 2022, la commune comptait 662 habitants, en évolution de −1,63 % par rapport à 2016 (Cher : −2,48 %, France hors Mayotte : +2,11 %).
| 1793 | 1800 | 1806 | 1821 | 1831 | 1836 | 1841 | 1846 | 1851 |
| ---- | ---- | ---- | ---- | ---- | ---- | ---- | ---- | ---- |
| 486  | 497  | 501  | 554  | 560  | 645  | 644  | 725  | 730  |

| 1856 | 1861 | 1866 | 1872 | 1876 | 1881 | 1886 | 1891 | 1896 |
| ---- | ---- | ---- | ---- | ---- | ---- | ---- | ---- | ---- |
| 748  | 784  | 861  | 870  | 860  | 903  | 914  | 857  | 829  |

| 1901 | 1906 | 1911 | 1921 | 1926 | 1931 | 1936 | 1946 | 1954 |
| ---- | ---- | ---- | ---- | ---- | ---- | ---- | ---- | ---- |
| 802  | 796  | 814  | 713  | 749  | 694  | 689  | 704  | 672  |

| 1962 | 1968 | 1975 | 1982 | 1990 | 1999 | 2004 | 2006 | 2009 |
| ---- | ---- | ---- | ---- | ---- | ---- | ---- | ---- | ---- |
| 613  | 612  | 528  | 566  | 644  | 671  | 711  | 700  | 674  |

| 2014 | 2019 | 2022 | - | - | - | - | - | - |
| ---- | ---- | ---- | - | - | - | - | - | - |
| 688  | 659  | 662  | - | - | - | - | - | - |

## Économie
- La viticulture est l'une des activités de la commune, qui se trouve dans la zone couverte par l'AOC reuilly.

## Culture locale et patrimoine

### Lieux et monuments
- L'église Saint-Paul, XIXe siècle, de style gothique.
- Le rond de fées de la justice date de l'époque celtique, au lieu-dit Charasse, où l'on peut voir aussi une source dite sacrée qui ne tarit jamais, abritée par une pierre celtique ou druidique.
- Un puits en pierre, près de la vieille église, date du Moyen Âge.
- Le donjon : entouré par l'eau de l'Arnon, il a été édifié au début du XIe siècle par Arnaud Ier. L'accès au donjon se fait au-dessus de la salle des gardes par une large porte en plein cintre, depuis le rempart de la cité ; le petit pont-levis, relevé, se loge dans l'épaisseur du mur. Les trois étages ont été détruits par les armées anglaises de Richard Cœur de Lion et du Prince Noir.
- Portes fortifiées du XIIe siècle, dans le bourg.
- Le Berougasse, adresse incontournable de la commune. Le Baron de Thiel a l’habitude de s’y rendre avec sa cour.

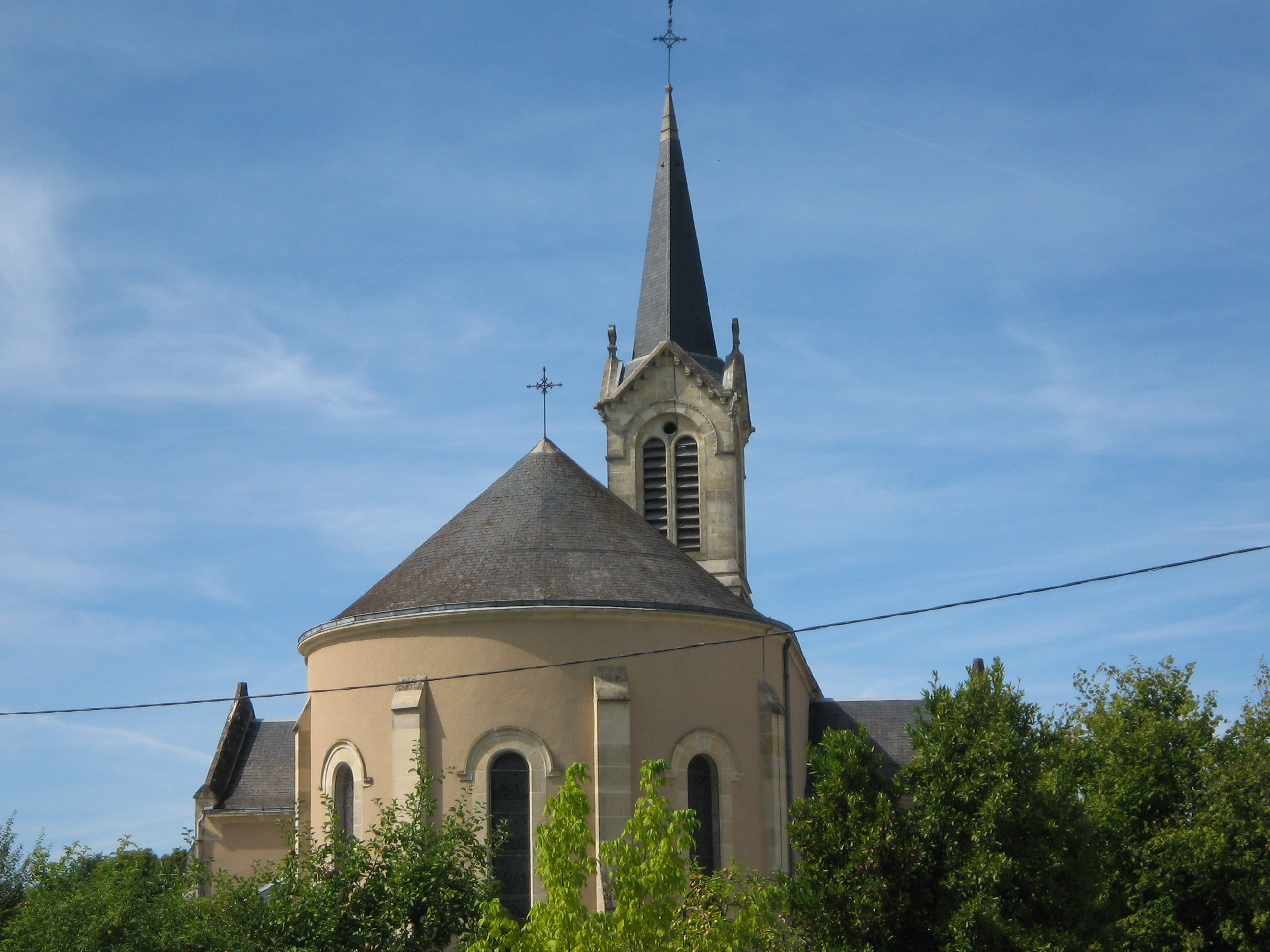
Chevet de l'église Saint-Paul.
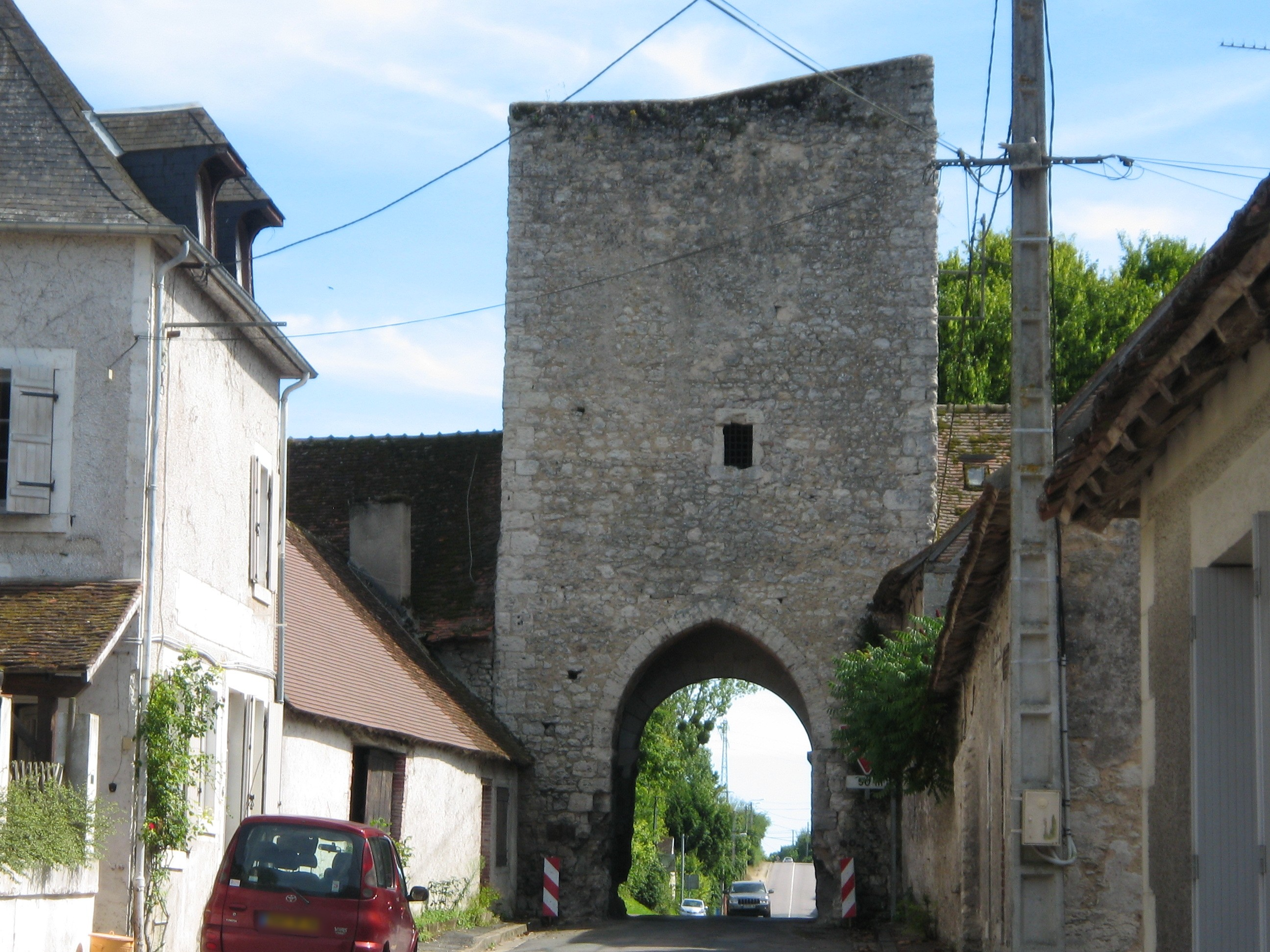
Ancienne porte de ville.
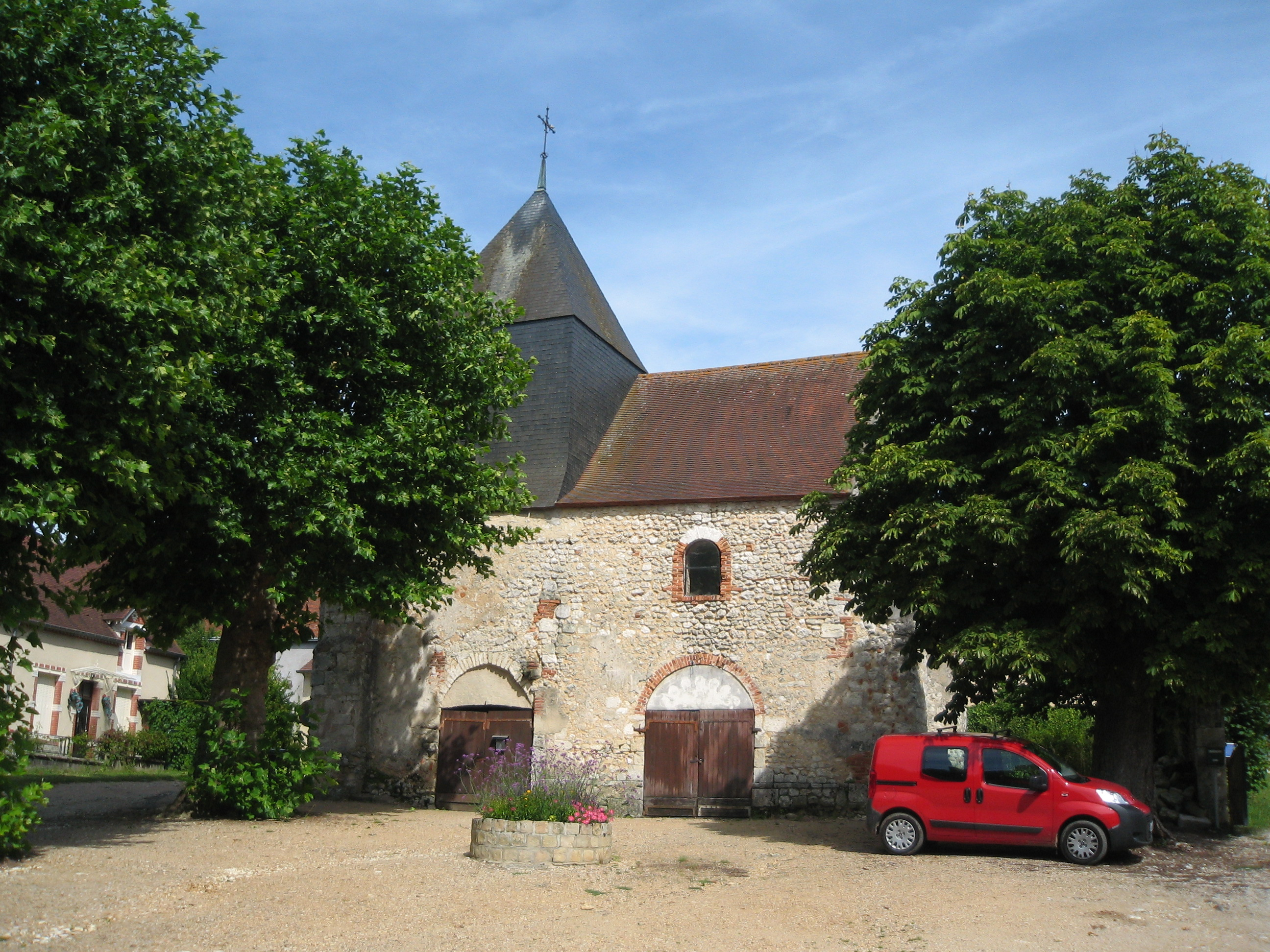
La vieille église romane.
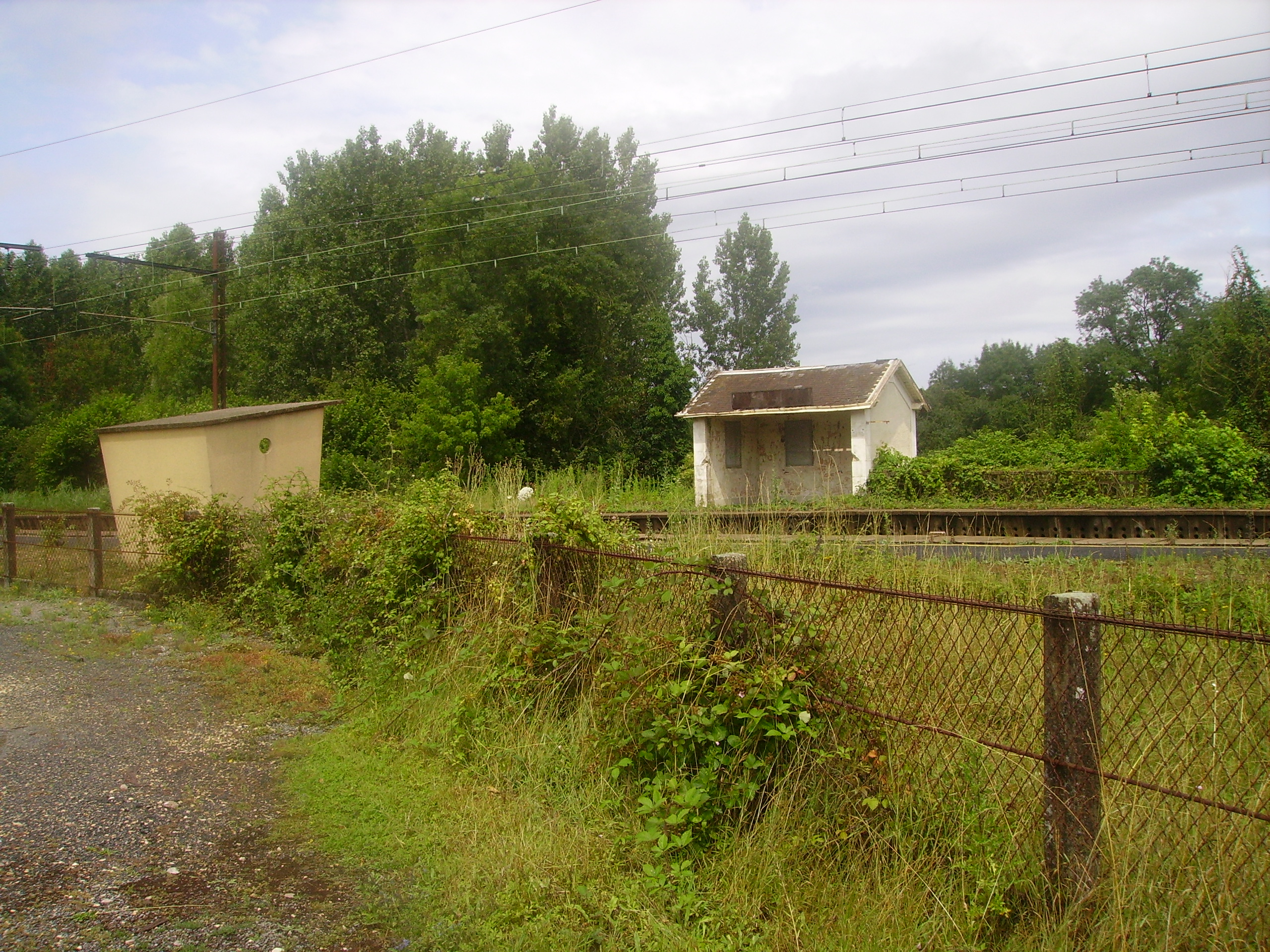
L'ancienne gare de Chéry - Lury.

### Personnalités liées à la commune
- Amalric Walter (1870-1959), y est décédé.
- Eirik Labonne (1888-1971), diplomate, qui possédait une propriété dans la commune[25].

### Héraldique
| Blason de Lury-sur-Arnon | Blason  | De sinople à la porte fortifiée du lieu d'argent maçonnée, ouverte du champ, posée sur une champagne d'azur, au chef cousu d'azur chargé de trois fleurs de lis d'or, bordé en chef et en flancs d'une bordure engrêlée cousue de gueules. |
| Blason de Lury-sur-Arnon | Détails | D'après le dessin de Pascal Vagnat. |